# Rulletekst
En rulletekst er en præsentation i slutningen af en film eller et tv-program, hvor bidragydere krediteres.
I film krediteres ofte skuespillere først. Skuespillernes navne listes så op i henhold til enten størrelsen på rollerne, når rollen indtræder i filmen eller bare i alfabetisk orden. Videre følger teknisk personale, skaberne af programmet og andre bidragydere.

## Typiske krediteringer i en rulletekst
- Instruktør
- Producer
- Manuskriptforfatter
- Lydtekniker
- Klipper

| Film | Spire Denne filmartikel er en spire som bør udbygges. Du er velkommen til at hjælpe Wikipedia ved at udvide den. |